# Lucrezia (antica Roma)
Lucrezia (in latino Lucretia; ... – Collatia, 509 a.C.), figlia di Spurio Lucrezio Tricipitino e moglie di Lucio Tarquinio Collatino, è una figura mitica della storia romana, legata alla cacciata dalla città dell'ultimo re Tarquinio il Superbo. È spesso indicata come Lucrezia Romana.

## La leggenda
Secondo la versione di Tito Livio sull'istituzione della Repubblica, l'ultimo re di Roma, Tarquinio il Superbo, aveva un figlio di nome Sesto Tarquinio. Durante l'assedio della città di Ardea, i figli del re assieme ai nobili, per ingannare il tempo, tornando di nascosto a Roma, si divertivano a vedere ciò che facevano le proprie mogli durante la loro assenza. Collatino sapeva che nessuna moglie poteva battere la sua Lucrezia in quanto a pacatezza, laboriosità e fedeltà. Così portò con sé gli altri nobili, tra cui Sesto Tarquinio, a visitarla nel pieno della notte: poterono constatare che Lucrezia stava tessendo la lana con le sue ancelle, mentre le nuore del re si divertivano in banchetti e orge.

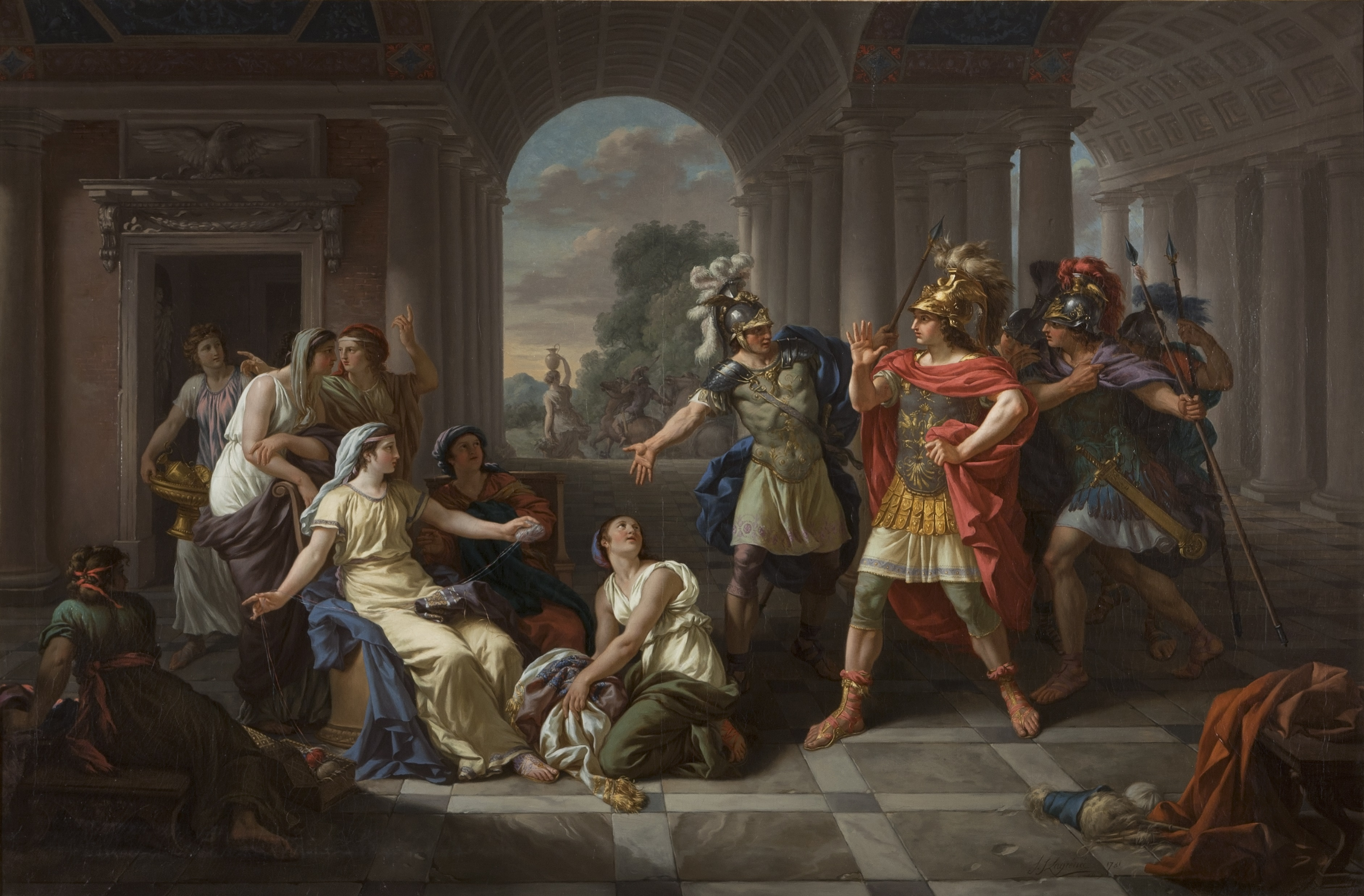
I figli di Tarquinio ammirano la virtù di Lucrezia, olio su tela di Jean-Jacques Lagrenée (1781)

Tito Livio racconta che Sesto Tarquinio, invitato a cena da Collatino, conobbe la nobildonna, se ne invaghì per la bellezza e la provata castità, e fu preso dal desiderio di averla a tutti i costi. Qualche giorno più tardi Sesto Tarquinio, all'insaputa di Collatino, andò a Collatia da Lucrezia che, ignorando le sue reali intenzioni, lo accolse in modo ospitale. Terminata la cena, andò a coricarsi nella stanza degli ospiti. Nel pieno della notte si recò nella stanza di Lucrezia con la spada e la immobilizzò, dicendole:
(Tito Livio, Ab Urbe condita libri, I, 58.)
Mentre Sesto la forzava, alternando suppliche a minacce, la povera donna, colta da terrore, capì che rischiava la morte. Vedendo che Lucrezia era irremovibile, Sesto minacciò di ucciderla e di disonorarla: avrebbe infatti sgozzato un servo e glielo avrebbe accostato nudo accanto, facendo credere che avesse avuto un rapporto adulterino vergognoso. Lucrezia cedette e Sesto ripartì soddisfatto.

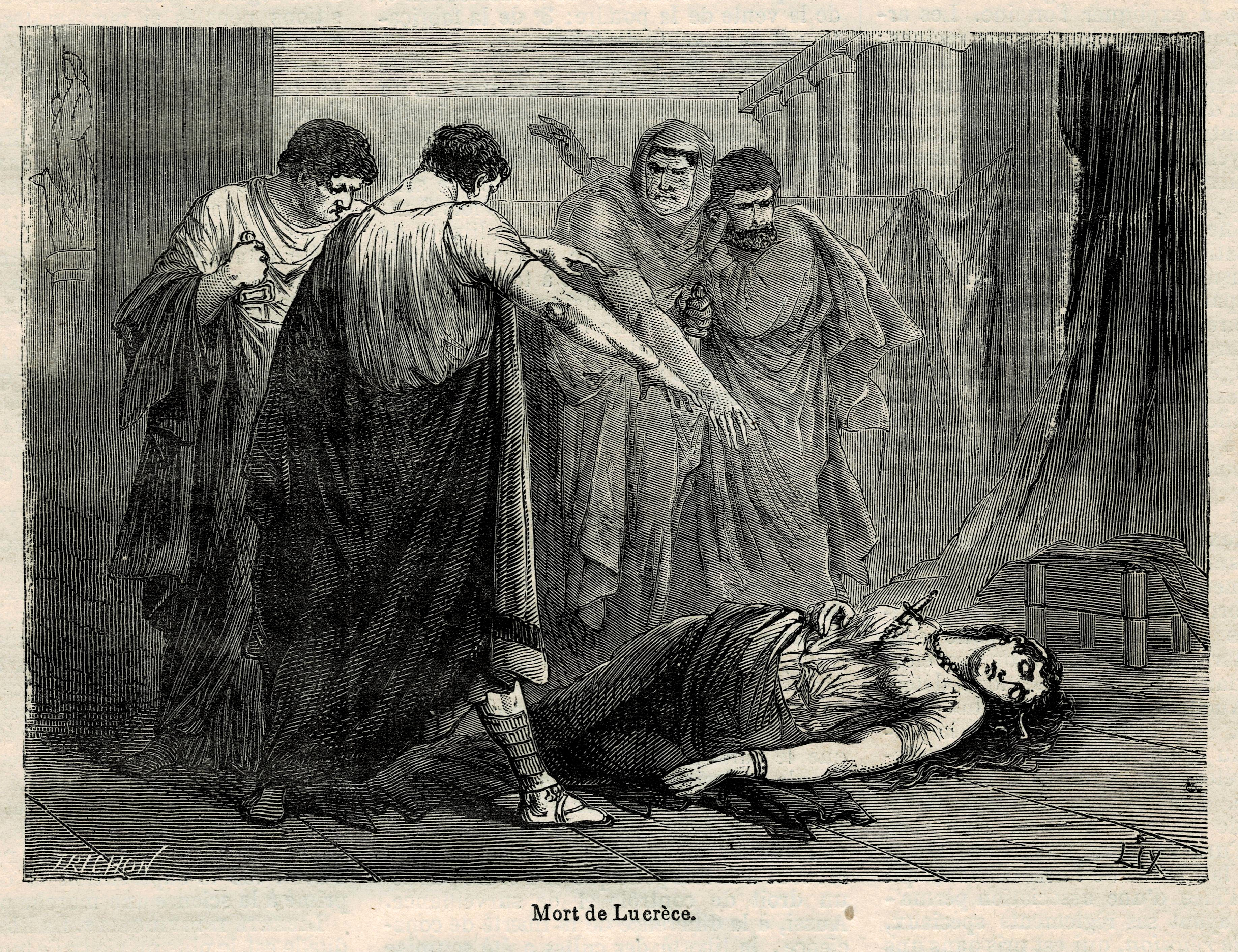
La morte di Lucrezia, illustrazione di Auguste Trichon (1867)

Lucrezia inviò un messaggero al padre a Roma e al marito ad Ardea, pregandoli di raggiungerla al più presto, insieme a un amico fidato, poiché era successa una cosa tremenda. Spurio Lucrezio giunse insieme a Publio Valerio, figlio di Voleso, e Collatino insieme a Lucio Giunio Bruto. In presenza dei suoi cari, Lucrezia in lacrime raccontò l'accaduto e si trafisse il petto con un pugnale, che nascondeva sotto la veste:
(Tito Livio, Ab Urbe condita libri, lib. I, capoverso 58)
Il marito Collatino, il padre e il suo grande amico Lucio Giunio Bruto decisero di vendicarla, provocando e guidando una sommossa popolare, che cacciò i Tarquini da Roma e li costrinse a rifugiarsi in Etruria.
Così nacque la res publica romana, i cui primi due consoli furono Lucio Tarquinio Collatino e Lucio Giunio Bruto, artefici della sollevazione contro quello che fu l'ultimo re di Roma.

## Nella cultura successiva

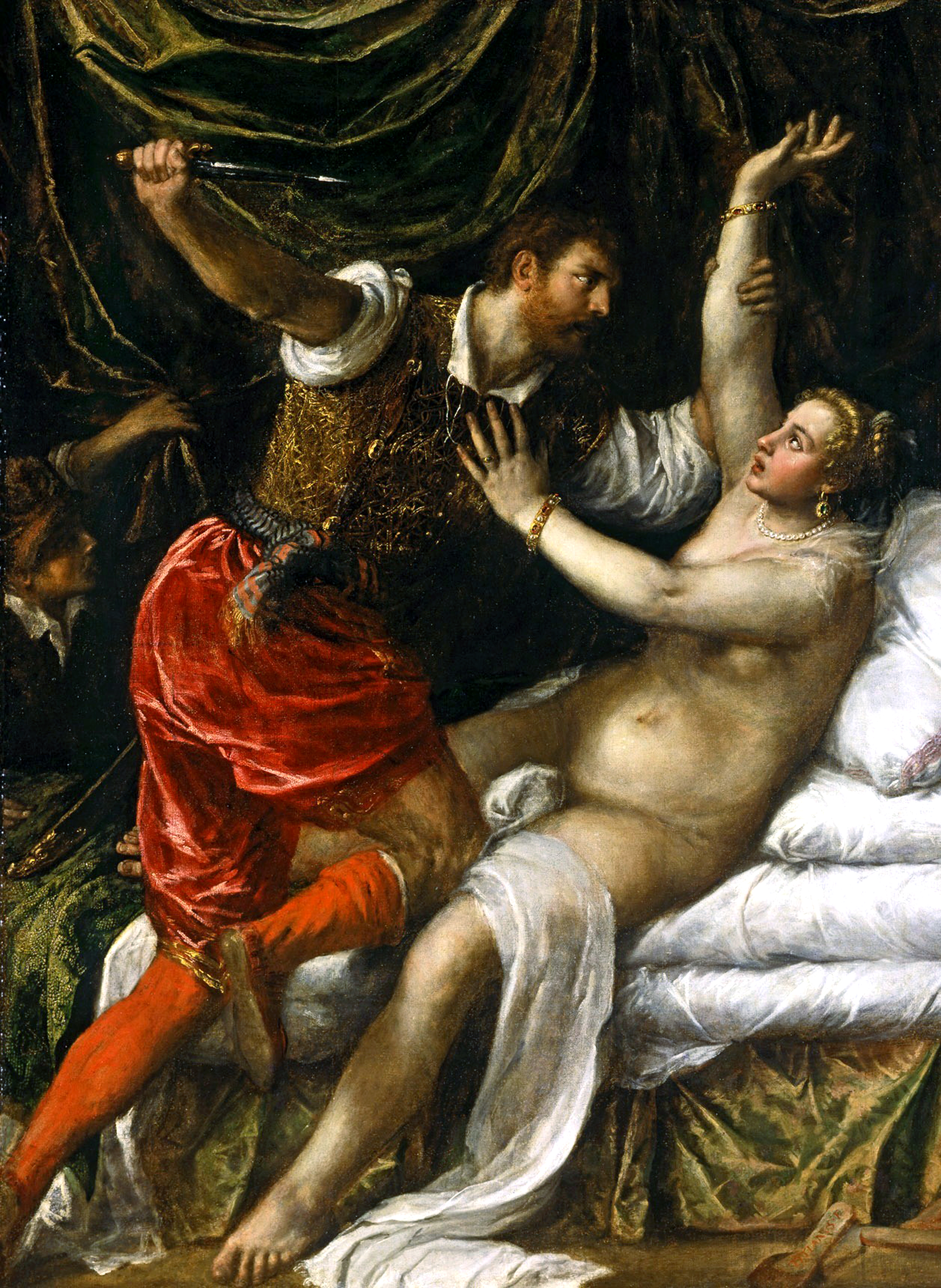
Tarquinio e Lucrezia, olio su tela di Tiziano Vecellio (1571)

Dal Rinascimento in poi la tragica vicenda di Lucrezia è stata oggetto di numerosissime rappresentazioni nelle arti figurative, soprattutto nei due momenti cruciali del mito: la violenza arrecatale da Tarquinio, e il suo suicidio. In particolare per il suicidio si diffuse una tipologia figurativa piuttosto fissa, pur se variamente innovata dall'artista di turno, in cui la donna rivolge al petto il coltello sguainato, appena prima di trafiggersi.
Particolarmente celebre è il Tarquinio e Lucrezia di Tiziano Vecellio (1571), tela di grandi dimensioni commissionata da Filippo II di Spagna all'artista ultraottantenne, che riuscì a completarla e firmarla. Oggi è al Fitzwilliam Museum di Cambridge.
Oltre che nelle arti figurative, la vicenda è stata trattata anche in letteratura: si ricorda il poemetto di William Shakespeare, The Rape of Lucrece.

## Galleria d'immagini

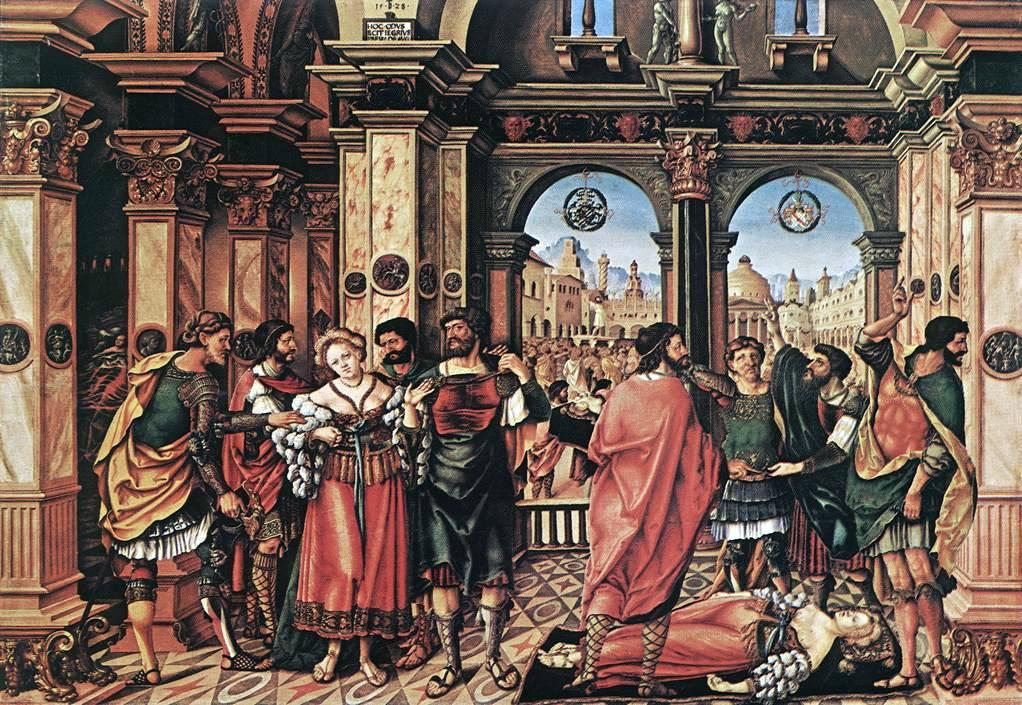
Il suicidio di Lucrezia, olio su tavola di Joerg Breu il Vecchio (1475)
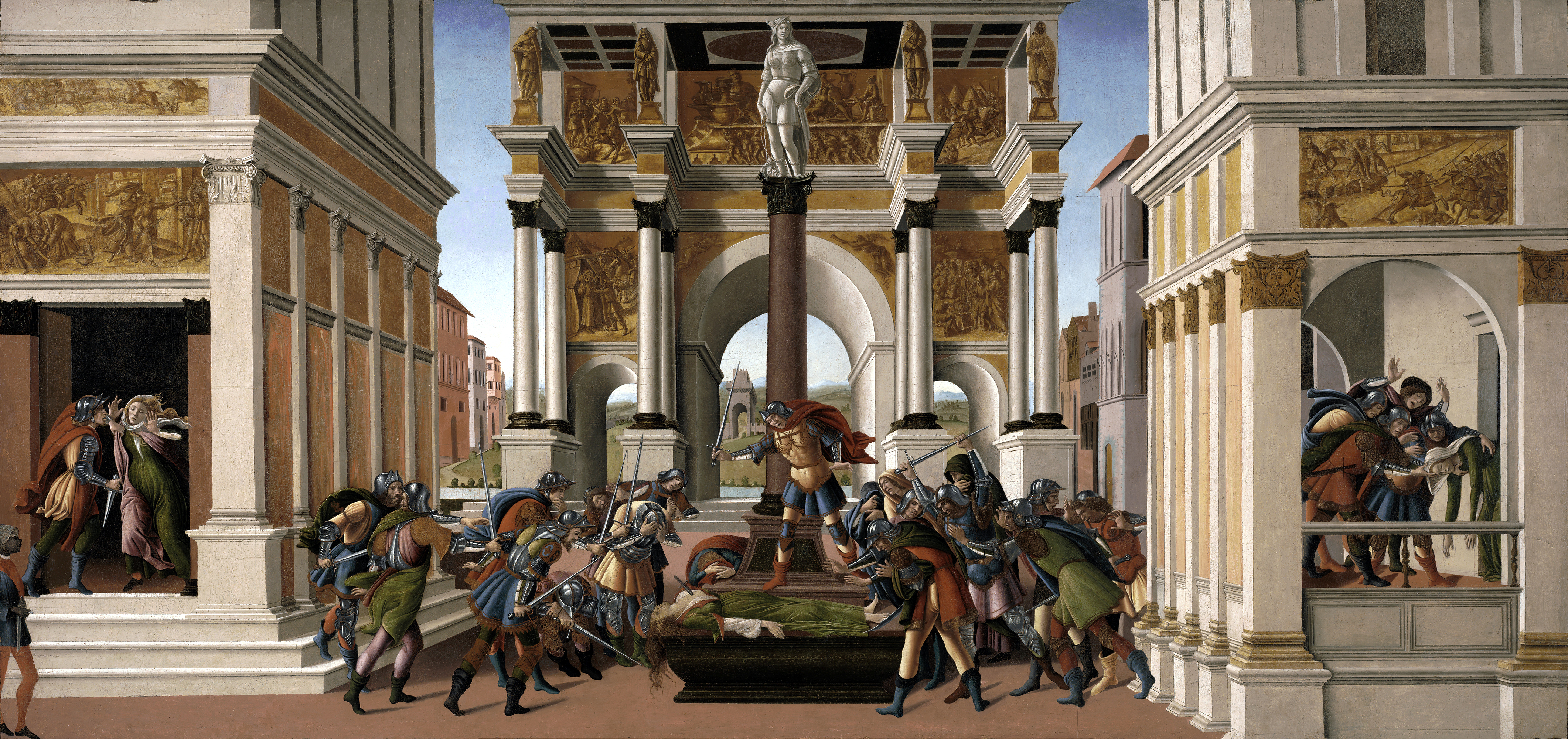
Storie di Lucrezia, tempera su tavola di Sandro Botticelli (1500-1504)
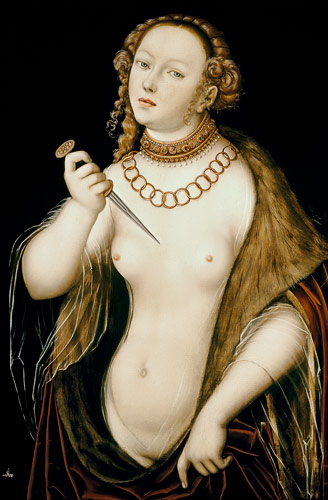
Lucrezia, tempera su tavola di Lucas Cranach il Vecchio (1538)
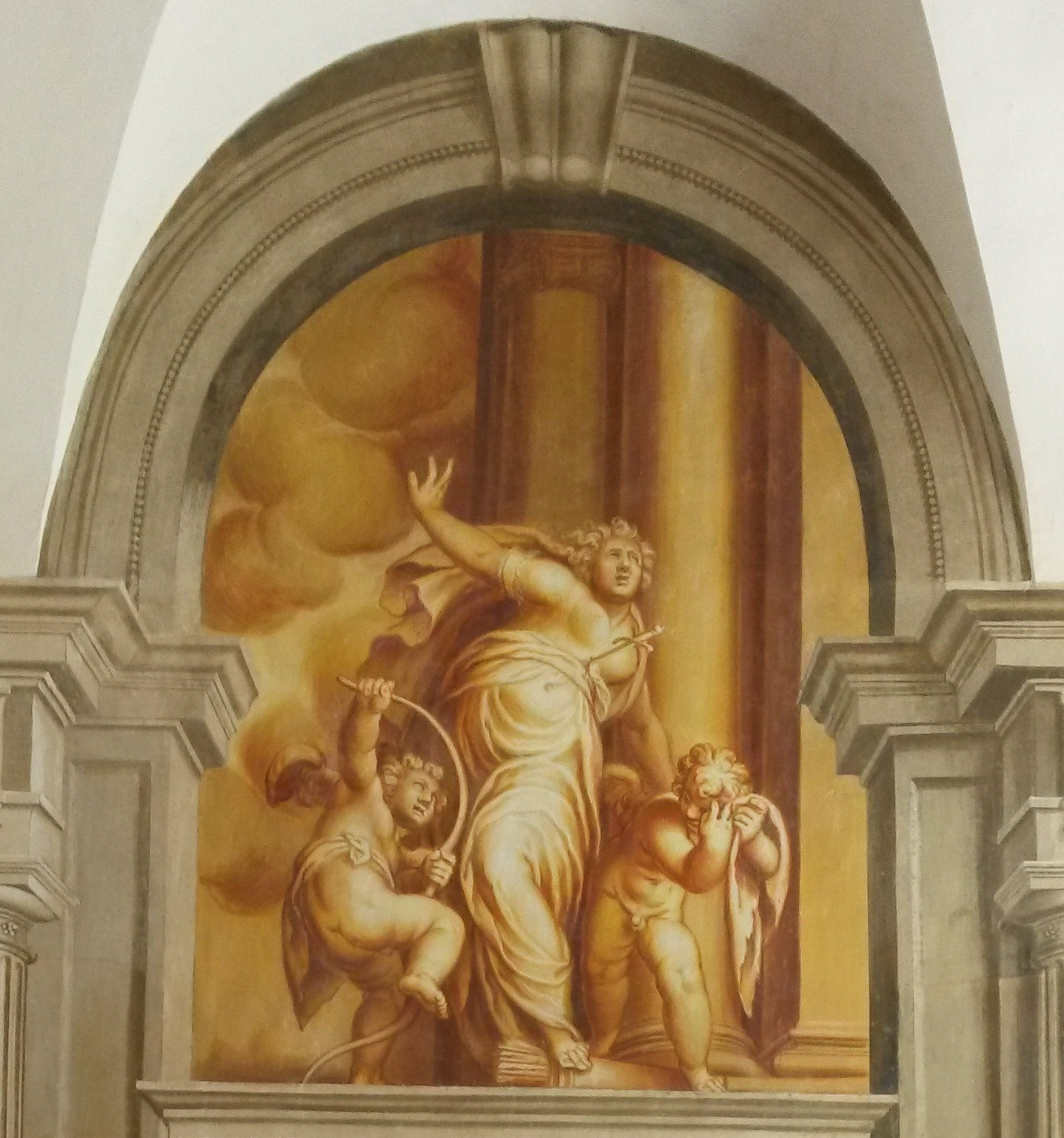
Suicidio di Lucrezia, affresco di Paolo Farinati (ca. 1590)
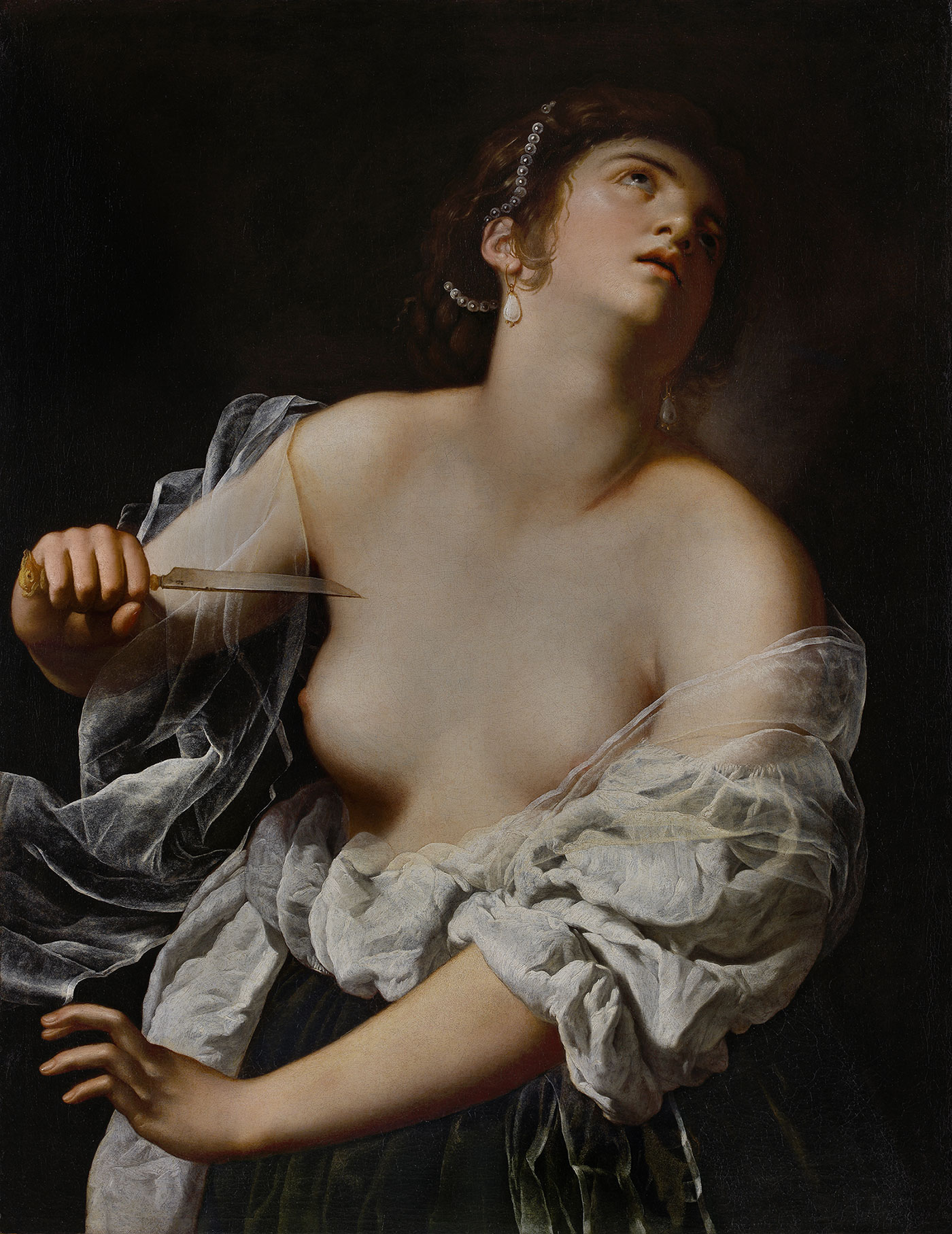
Lucrezia, olio su tela di Artemisia Gentileschi (ca. 1627)